# Tân Tiến, Đồng Nai
Tân Tiến là một xã thuộc tỉnh Đồng Nai, Việt Nam.
Xã Tân Tiến có diện tích 42,50 km², dân số năm 1999 là 3.648 người, mật độ dân số đạt 86 người/km².